# Dufourea dentipes
Dufourea dentipes är en biart som beskrevs av Richard Mitchell Bohart 1948. Dufourea dentipes ingår i släktet solbin, och familjen vägbin. Inga underarter finns listade i Catalogue of Life.